# Hebetula matileorum
Hebetula matileorum är en tvåvingeart som beskrevs av Clastrier 1985. Hebetula matileorum ingår i släktet Hebetula och familjen svidknott.
Artens utbredningsområde är Nya Kaledonien. Inga underarter finns listade i Catalogue of Life.